# Скаршев
Скаршев (пол. Skarszew) — село в Польщі, у гміні Желязкув Каліського повіту Великопольського воєводства.
Населення — 659 осіб (2011).
У 1975-1998 роках село належало до Каліського воєводства.

## Демографія
Демографічна структура станом на 31 березня 2011 року:
|          | Загалом | Допрацездатний вік | Працездатний вік | Постпрацездатний вік |
| -------- | ------- | ------------------ | ---------------- | -------------------- |
| Чоловіки | 297     | 71                 | 199              | 27                   |
| Жінки    | 362     | 77                 | 223              | 62                   |
| Разом    | 659     | 148                | 422              | 89                   |